# SS-Verfügungstruppe
Die SS-Verfügungstruppe (Abkürzung: SSVT), auch Verfügungstruppe (VT) genannt, war eine kasernierte paramilitärische Sondereinheit der SS. Die SSVT bildete neben der Leibstandarte SS Adolf Hitler und den SS-Totenkopfverbänden den Kern der späteren Waffen-SS.

## Geschichte

### Stabswachen und Sonderkommandos
Die Wurzeln der Verfügungstruppe lagen in den bewaffneten SS-Stabswachen und späteren SS-Sonderkommandos der Allgemeinen SS. Diese waren kurz nach der nationalsozialistischen Machtergreifung aufgestellte und mit Handfeuerwaffen ausgerüstete Kampfgruppen, die zur Terrorisierung des politischen Gegners eingesetzt und von SS-Unterführern geführt wurden. Sie waren als Teil der Gesamt-SS den Abschnitts- und Oberabschnittsführern unterstellt und diese waren auch weisungsbefugt. Adolf Hitler hatte bereits im Februar 1933 verfügt, dass rund 15.000 SS-Männer aus Polizeibeständen bewaffnet, mit einer Armbinde mit der Aufschrift „Hilfspolizei“ ausgestattet und in einen „hilfspolizeilichen Staatsdienst“ gestellt wurden.
Doch bald wurde diese „SS-Hilfspolizei“ aufgelöst und als Kasernierte Hundertschaften in die SS-Sonderkommandos reorganisiert. Diese 100 Mann starken Sonderkommandos wurden nun von eigens von der Reichswehr und der Polizei abgestellten Offizieren geführt und von Anfang an wie militärische Regimenter aufgebaut. Hatten die Sonderkommandos eine gewisse Personalstärke erreicht, wurden sie in Politische Bereitschaften umbenannt.
Grund für die Aufstellung der SS-Sonderkommandos bzw. der Politischen Bereitschaften war offensichtlich die Angst Hitlers vor einem möglichen Putschversuch des kommunistischen Rotfrontkämpferbundes. Doch als der befürchtete Putsch von Seiten der KPD ausblieb, wurden diese SS-Einheiten aktiv in die Unterdrückungspolitik der NS-Regierung eingebunden.

### Aufstellung der Verfügungstruppe
Die erste Erwähnung findet die Verfügungstruppe am 24. September 1934, als Hitler den drei Teilen der Reichswehr die Aufstellung einer ständig bewaffneten SS-Einheit namens „SS-Verfügungstruppe“ mitteilte. Diese solle aus den bestehenden Sonderkommandos und Politischen Bereitschaften gebildet werden und die Stärke von drei Standarten (Regimentern) haben. Ferner sollte diese Truppe eine politische „Garde“ der NS-Führung darstellen. Am selben Tag verfügte das Reichskriegsministerium:

„Nach der grundsätzlichen Entscheidung des Führers und Reichskanzlers bildet die SS eine bewaffnete, stehende Verfügungstruppe in Stärke von drei Regimentern, einer Nachrichtenabteilung und einem Pionierbataillon. Die Verfügungstruppe untersteht dem Reichsführer der SS. Ein organisatorischer Zusammenhang mit der Wehrmacht besteht im Frieden nicht. Für den Kriegsfall wird bestimmt: Die SS-Verfügungstruppe steht der Wehrmacht zur Verfügung. In welcher Form sie in diese einzugliedern ist, kann erst im A-Falle auf Grund der innerpolitischen Verhältnisse und der erreichten militärischen Verwendungsfähigkeit ihrer Regimenter und Bataillone entschieden werden. Die SS-Verfügungstruppe wird im Frieden nach den Weisungen des Reichskriegsministers auf ihre Kriegsaufgaben vorbereitet. Für die Vorbereitung dieser militärischen Verwendung untersteht die SS-Verfügungstruppe dem Reichskriegsminister.“

Die bis dahin bestehenden Sonderkommandos wurden nun zu drei eigenständigen SS-Standarten zusammengefasst: In Berlin-Brandenburg paradierte die SS-Standarte 1 „Adolf Hitler“, auch als „Adolf-Hitler-Standarte“ bezeichnet. In Süddeutschland wurden die Sonderkommandos in die SS-Standarte 2 „Deutschland“ und in Norddeutschland in die SS-Standarte 3 „Germania“ zusammengefasst. Doch wurde diese Nummerierung am 14. Dezember 1934 abgeändert, als die „Adolf-Hitler-Standarte“ herausgenommen und in die „Leibstandarte SS Adolf Hitler“ reorganisiert wurde.
Im Hinblick auf das Misstrauen der militärischen Führung sollten die Verfügungstruppen jedoch im Wesentlichen als motorisierte Infanterieregimenter gebildet werden. Etattechnisch wurden sie und die SS-Totenkopfverbände nun dem Polizeiressort des Reichsinnenministeriums unterstellt. Die militärische Ausbildung der Verfügungstruppe wurde entsprechend den allgemeinen Heeresvorschriften durchgeführt. Aber neben der militärischen Ausbildung trat nun auch die politische Schulung der Verfügungstruppe in den Vordergrund, die den Angehörigen zum strammen SS-Mann und ausgeprägten Nationalsozialisten machen sollte.
Im März 1935 wurden dann die Sonderkommandos und die Politischen Bereitschaften auch tatsächlich aufgelöst. Deren Wachverbände wurden nun den SS-Totenkopfverbänden angeschlossen, der Rest bildete die Verfügungstruppe. Die Mitglieder der Hitler-Jugend wurden nun ermuntert, der SS und ihrer Verfügungstruppe beizutreten. Am 16. März 1935 verkündete Adolf Hitler die Wiedereinführung der „allgemeinen Wehrpflicht“. Er erklärte: „Das deutsche Heer umfasst 36 Divisionen, darunter 1 Division SS-Verfügungstruppe.“ Hitler unterstellte die Verfügungstruppe nun dem neugeschaffenen „Kommandoamt der SS-Verfügungstruppe“, das seinen Sitz in Berlin hatte.
Die Herstellung der Wehrhoheit des Reiches war von Hitler von langer Hand geplant. Der britische Außenminister, Lord Simon, sagte bereits Wochen vor der Verkündung im britischen Unterhaus: „Herrn Hitlers Rüstungswünsche belaufen sich auf 35 Divisionen und 1 Division militarisierter Polizei und SS.“
Für die Ausbildung des späteren Offizierskorps der Verfügungstruppen wurde im Juni 1935 die „SS-Führerschule“ in Braunschweig und etwas später die von Bad Tölz gegründet. Doch schnell wurden diese Führerschulen in „SS-Junkerschulen“ umbenannt. Vorher fand die Ausbildung des SS-Führungskorps in einem der Konzentrationslager statt.

### Weg der Verfügungstruppe zur Waffen-SS
Am 8. August 1935 galt die Verfügungstruppe als aufgestellt. Neben Mitgliedern des SS-Führerkorps traten nun verstärkt auch altgediente Reichswehr- und Wehrmacht-Offiziere und Angehörige des Polizeikorps hinzu. Für die Angehörigen der Verfügungstruppe galten nun dieselben Versorgungs- und Besoldungsbestimmungen wie für die Angehörigen der deutschen Wehrmacht.
Es bildeten sich in der Verfügungstruppe zwei Arten von „SS-Führern“ heraus: Zum einen die alten Berufsoffiziere der Polizei und der Reichswehr, die von ihrer politischen Einstellung meist als deutschnational angesehen wurden und dem oberen und mittleren Bürgertum entstammten. Zum anderen die jüngeren SS-Führer und Unterführer, die zumeist aus dem Bürgertum und den unteren Bevölkerungsschichten entstammten und die durch ihre Ausbildung auf den Junkerschulen der SS zu strammen Nationalsozialisten erzogen wurden. Dadurch standen diese im Gegensatz zu den älteren SS-Führern. Ein Minimalkonsens vereinte allerdings beide Gruppen: Der Wunsch, aus der Verfügungstruppe ein eigenständiges Militär neben der Wehrmacht zu schaffen und die Ablösung des „Staatstruppenpolizei-Charakters“ der Truppe durch den reinen Wehrgedanken. Daneben sollte auch der Dienst in der Verfügungstruppe als Ableistung des Wehrdienstes anerkannt werden.
1938 umfassten die bewaffneten SS-Verbände folgende Einheiten, in denen insgesamt rund 23.000 Mann dienten:
- Verfügungstruppe (VT):
  - SS-Inspektion/VT (Berlin)
  - Leibstandarte SS „Adolf Hitler“
  - SS-Standarte „Deutschland“/VT, Befehlshaber SS-Standartenführer Felix Steiner
  - SS-Standarte „Germania“/VT
  - SS-Standarte „Der Führer“/VT
  - SS-Nachrichtensturmbann/VT
  - SS-Pioniersturmbann/VT
  - SS-Sturmbann Nürnberg
  - SS-Sanitätsabteilung/VT
- Totenkopfverbände (TV)
  - SS-Inspektion/TV (Oranienburg)
  - SS-Totenkopfstandarte „Oberbayern“
  - SS-Totenkopfstandarte „Brandenburg“
  - SS-Totenkopfstandarte „Thüringen“
- SS-Junkerschulen
  - SS-Junkerschule Tölz
  - SS-Junkerschule Braunschweig
- SS-Sondersturmbann Führungshauptamt[9]

Am 13. März 1938 nahmen Einheiten der SS-Standarten „Deutschland“ und „Germania“ sowie des SS-Nachrichtensturmbannes (früher aus Berlin-Adlershof, dann Unna/Westfalen) an der Besetzung Österreichs teil. Dort wurde unverzüglich aus Angehörigen der Standarte „Deutschland“ die neue SS-Standarte „Der Führer“ gebildet. Dessen Kader stammte also nicht mehr von der Allgemeinen SS, sondern von der Verfügungstruppe ab.
Um die Wehrmachtführung zu beruhigen, erließ Hitler am 17. August 1938 in einem „Geheimerlaß zur Abgrenzung der gemeinsamen Aufgaben der SS und der Wehrmacht“: 

„Die SS-Verfügungstruppe ist weder ein Teil der Wehrmacht noch der Polizei. Sie ist eine stehende bewaffnete Truppe zu meiner ausschließlichen Verfügung. Im Kriegsfalle soll sie im Rahmen des Heeres eingesetzt werden oder im Bedarfsfalle im Inneren nach meinen Weisungen.“

Bereits am 19. August verfügte Hitler in einem Befehl an das Oberkommando der Wehrmacht:

„Die Truppenteile der SS-Verfügungstruppe werden mit sofortiger Wirkung dem Oberkommando der Wehrmacht unterstellt. Ihre Verwendung regelt der Oberbefehlshaber des Heeres nach den von mir gegebenen Weisungen.“

Damit waren die Truppenteile der Verfügungstruppe militärisch der Wehrmacht unterstellt, während sie – wie auch später die Waffen-SS – politisch weiterhin Teil der NSDAP und der SS blieben.
Damit hatten die militärischen Führer der Verfügungstruppe erreicht, dass der Dienst in dieser Truppe nun als Erfüllung der Wehrpflicht galt und sie über die Erhebungsstellen der Wehrmacht ihre Angehörigen ziehen konnten.
Am 17. September 1938 erließ daraufhin das Oberkommando der Wehrmacht einen Befehl, dass im Mobilisierungsfall das gesamte Personal der Verfügungstruppe, das der Wehrmacht zu überstellen sei, für die Dauer der Überstellung und Eingliederung als (regulärer) Teil des Heeres zu betrachten sei. Damit hätten die Angehörigen der Verfügungstruppe alle Rechte und Pflichten eines Soldaten der Wehrmacht.
Am 10. Oktober 1938 wurde die SS-Verfügungstruppe bei der Besetzung des Sudetenlandes eingesetzt.
Am 22. April 1940 erging der Tagesbefehl Nr. 1481 vom SS-Führungshauptamt an alle Dienststellen der Verfügungstruppe:

„Auf Befehl des RfSS sind alle unter den Waffen stehenden Einheiten der SS in der Waffen-SS zusammengeschlossen. (…) Die Bezeichnungen »SS-Verfügungstruppe« und »SS-Totenkopfverbände« sind nicht mehr anzuwenden.“

Mit diesem Befehl ging die Verfügungstruppe endgültig in der Waffen-SS auf.

## Gliederung der Verfügungstruppe
Es wurden bis Juni 1938 drei Regimenter aufgestellt, die offiziell als „SS-Standarten der Verfügungstruppe“ (SS-St./VT) bezeichnet wurden:
- SS-Standarte 1 „Deutschland“ in München (Kommandant: SS-Standartenführer Felix Steiner)
- SS-Standarte 2 „Germania“ in Hamburg (Kommandant: SS-Standartenführer Karl Demelhuber)
- SS-Standarte 3 „Der Führer“ in Wien (Kommandant: SS-Oberführer Georg Keppler)

### Adolf-Hitler-Standarte
Die Leibstandarte SS „Adolf Hitler“ (zuerst SS-Standarte 1 „Adolf Hitler“) ging 1934 aus der SS-Stabswache Berlin hervor, die am 17. März 1933 aufgestellt wurde und 120 ausgesuchte Angehörige hatte. Viele von diesen waren schon 1923 Angehörige des „Stoßtrupp Adolf Hitler“ gewesen.
Noch im Frühjahr 1933 wurde die Stabswache Berlin aufgestockt und in das „SS-Sonderkommando Zossen“ umgewandelt. Bereits im Juni 1933 wurde auch das „Sonderkommando Jüterbog“ aufgestellt, das von Führern des Zossener Sonderkommandos befehligt wurde. Im September 1933 wurden beide Sonderkommandos auf dem damaligen Reichsparteitag der NSDAP in der SS-Standarte 1 „Adolf Hitler“ vereinigt. Deren Angehörige waren nun berechtigt, auf ihren Uniformen einen Ärmelstreifen mit der Aufschrift „Adolf Hitler“ zu tragen. Vornehmliche Aufgabe dieser Standarte war der persönliche Schutz Adolf Hitlers und der NSDAP-Führung. So wurde schließlich die Adolf-Hitler-Standarte am 9. November desselben Jahres in „Leibstandarte SS Adolf Hitler“ umbenannt. Die Standarte war in der gesamten Zeit des Nationalsozialismus in Berlin stationiert.
Laut „Führerbefehl“ vom 5. Mai 1934 wurde die Leibstandarte zur Politischen Bereitschaft reorganisiert und erhielt nun eine rein militärische Organisationsstruktur.

### SS-Standarte 1 „Deutschland“
Diese SS-Standarte (ursprünglich als SS-Standarte 2 „Deutschland“ aufgestellt) ging im Wesentlichen aus der Politischen Bereitschaft „Württemberg“ hervor. Diese wurde im Mai 1933 im SS-Oberabschnitt „Südwest“ aufgestellt und umfasste die ehemaligen „Vorkommandos“ Oberndorf, Reutlingen und Trossingen. Zu diesen traten auch Teile der Unteroffiziersschule Ellwangen/Jagst.
Die Kommandozentrale dieser Standarte befand sich in München (Kaserne München-Freimann) und die Standarte wurde am 1. Juli 1934 dem SS-Oberabschnitt „Süd“ zugeordnet. Ihr unterstand auch das SS-Hilfslager Schleissheim. Auch diese Standarte wurde nach rein militärischen Gesichtspunkten organisiert. Nach der Neunummerierung erhielt sie den Namen SS-Standarte 1 „Deutschland“.

### SS-Standarte 2 „Germania“

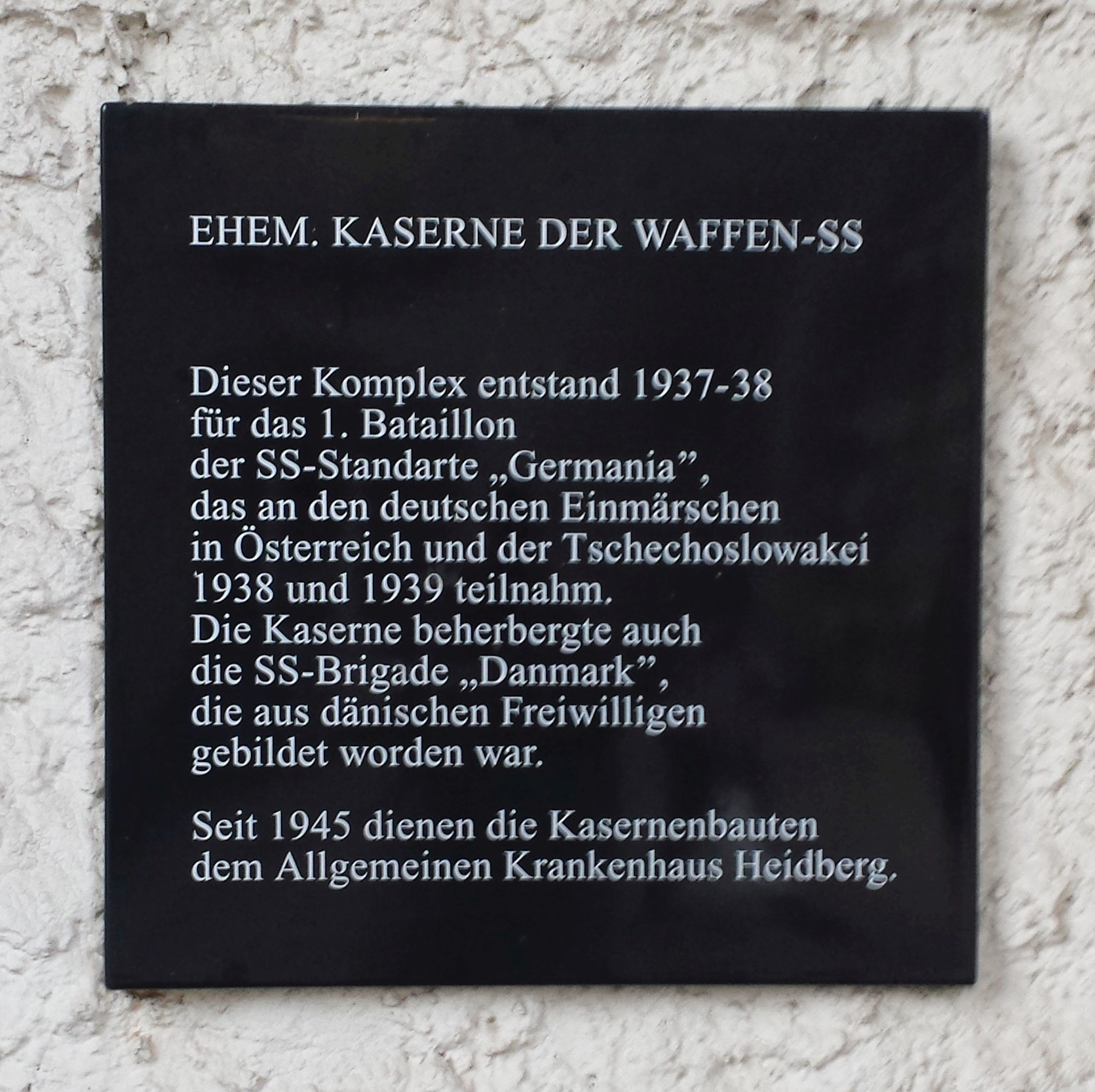
Gedenktafel an der ehemaligen SS-Kaserne in Hamburg-Langenhorn

Heinrich Himmler ließ durch den damaligen SS-Hauptsturmführer Wilhelm Bittrich die Politische Bereitschaft „Hamburg“ aufstellen. Diese wurde allerdings wenig später in Germania umbenannt. Wie alle anderen bewaffneten SS-Standarten war auch die als SS-Standarte 3 „Germania“ gegründete Standarte nach militärischen Gesichtspunkten organisiert.
Nach der Neunummerierung erhielt sie den Namen SS-Standarte 2 „Germania“. Die Stationierung ihrer drei Bataillone („Sturmbanne“) erfolgte in räumlich weit entfernten Garnisonen: Regimentsstab u. I. Bataillon in Hamburg-Veddel, ab 1938 Hamburg-Langenhorn, II. Bataillon in Arolsen, III. Bataillon zunächst im Lager Wolterdingen, ab 31. Juli 1937 in Radolfzell.

### SS-Standarte 3 „Der Führer“
Nach der Annexion Österreichs durch das Deutsche Reich wurde im März 1938 mit der SS-Standarte „Der Führer“ auch in Wien eine Standarte der Verfügungstruppe aufgestellt. Im Gegensatz zu den anderen Standarten der Verfügungstruppen entstammten ihre Angehörigen nicht der Allgemeinen SS, sondern waren aus Kadern der Verfügungstruppe übernommen worden.
1938 umfasste die Verfügungstruppe 16.000 Mann, 1.500 SS-Unterführer (Unteroffiziere) und 500 SS-Führer (Offiziere). Im Laufe der Zeit ist jeder Angehörige der SS-Verfügungstruppe Unteroffizier und jeder Dritte Offizier der Waffen-SS geworden. Der vierjährige Dienst in der Verfügungstruppe wurde nun von der Wehrmacht auch als „Erfüllung der allgemeinen Wehrpflicht“ anerkannt.
| Standartenname                  | Sitz                | Wehrmachtsergänzungsstelle | Anmerkungen |
| ------------------------------- | ------------------- | -------------------------- | --- |
| Leibstandarte SS „Adolf Hitler“ | Berlin-Lichterfelde | Ergänzungsstelle I         | Alle Bewerber, deren Wohnort in den Wehrkreisen I, II, III, IV und VIII liegt. Ferner alle Bewerber aus dem Reich, die die Mindestgröße von 180 cm erreichen. |
| SS-Standarte 1 „Deutschland“/VT | München             | Ergänzungsstelle III       | Alle Bewerber, deren Wohnort in den Wehrkreisen V, VII und XII liegt.                                                                                         |
| SS-Standarte 2 „Germania“/VT    | Hamburg-Veddel      | Ergänzungsstelle II        | Alle Bewerber, deren Wohnort in den Wehrkreisen VI, IX, X und XI liegt.                                                                                       |
| SS-Standarte 3 „Der Führer“/VT  | Wien                | Ergänzungsstelle IV        | Alle Bewerber, deren Wohnort in der Ostmark liegt. |

### SS-Inspektion (Verfügungstruppe)
Am 1. Oktober 1936 wurde die „Inspektion der SS-Verfügungstruppe“ im Berliner SS-Führungshauptamt eingerichtet. Dessen Kommandant war der damalige SS-Brigadeführer Paul Hausser, der auch die Junkerschule Braunschweig leitete. Dieses Inspektorat wurde schließlich in das „Kommandoamt der SS-Verfügungstruppe“ umgewandelt. Die wichtigsten Ausbilder der SS-Junkerschulen waren Paul Hausser, Felix Steiner und Cassius Freiherr von Montigny.